# Активи в управлінні
Активи в управлінні (англ. Assets under management) (AUM), іноді звані «фондом в управлінні», вимірюють загальну ринкову вартість всіх фінансових активів, якими управляє фізична особа або фінансова установа — наприклад, взаємний фонд, венчурна компанія або депозитарна установа — або децентралізований мережевий протокол контролює, як правило, від імені клієнта. Кошти можуть управлятися для клієнтів, користувачів платформи або виключно для себе, наприклад, у випадку фінансової установи, яка має пайові інвестиційні фонди або володіє власним венчурним капіталом. Визначення та формула для розрахунку AUM може відрізнятися в різних організаціях.

## Огляд
Активи в управлінні - популярний показник, що використовується в традиційній інвестиційній індустрії, а також для децентралізованих фінансових сервісів, таких як криптовалюта, для вимірювання розміру та успіху суб'єкта управління інвестиціями. AUM представляє ринкову вартість усіх цінних паперів, якими володіє і управляє фінансова організація, або просто управляє..
AUM організації часто порівнюють з історичними даними, щоб виразити зростання (або його відсутність). Його також часто порівнюють з AUM конкурентів, при цьому збільшення AUM свідчить про позитивну ефективність (зростання). Однак інвестиційні стратегії можуть бути обмежені можливостями. Це означає, що інвестиційні показники стратегії негативно впливають на неї, якщо вона управляє занадто великим капіталом. А саме, її ефективність негативно впливає, якщо її AUM перевищує потужність стратегії. Як наслідок, ці фонди можуть бути закритими для нових інвесторів. Для таких фондів AUM може не бути точним показником успіху. Наприклад, SPDR S&P 500 Trust ETF управляє більш ніж $550 мільярдами активів (на 12 вересня 2024). Він не обмежений в обсягах і все ще відкритий для нових інвесторів. На противагу цьому, Renaissance Technologies Medallion Fund значно випереджає індекс S&P 500 з моменту свого створення. Однак він управляє меншими активами (за повідомленнями, близько US$34,8 млрд), ніж SPDR S&P 500 Trust ETF, оскільки він закритий для нових інвесторів.
Методи розрахунку AUM можуть відрізнятися в різних компаніях або децентралізованих протоколах. Компанії з управління інвестиціями зазвичай стягують зі своїх клієнтів комісію за управління як процент від AUM, тому активи в управлінні в поєднанні з середньою ставкою комісійної винагороди компанії є ключовими факторами, що вказують на дохід компанії з управління інвестиціями від основної діяльності. Структура комісійної винагороди може залежати від контрактних домовленостей між кожним клієнтом і компанією або фондом. Децентралізовані протоколи також використовують різні способи стимулювання зростання AUM, як правило, у формі пропозиції доходу тим, хто виконує роль забезпечення ліквідності в протоколі.
Активи в управлінні зростають і зменшуються. Вони можуть збільшуватися, коли інвестиційна ефективність є позитивною, або коли фірма залучає нових клієнтів і нові активи. Зростання AUM зазвичай збільшує комісійні, які генерує компанія. І навпаки, AUM зменшується внаслідок негативної інвестиційної ефективності, а також викупу або вилучення коштів, включаючи закриття фондів, відтік клієнтів та інші загалом несприятливі події. Нижча вартість активів в управлінні, як правило, призводить до меншої суми комісійних.